# Kuhhirtendenkmal

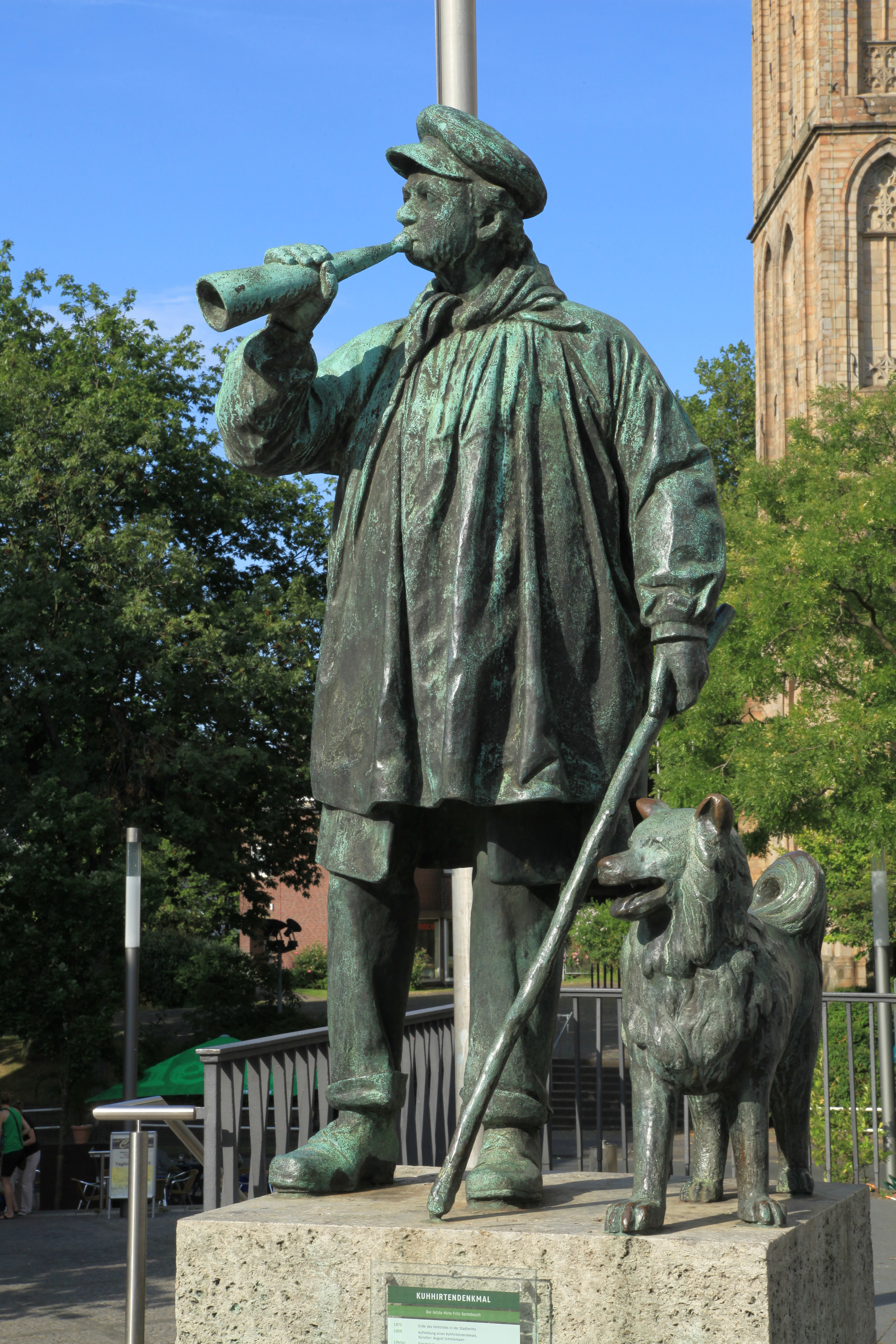
Kuhhirtendenkmal an der Bongardstraße

Das Kuhhirtendenkmal wurde 1908 in Bochum am damaligen Markt errichtet. Es soll an die beschaulichen Zeiten Bochums als kleines Landstädtchen erinnern. Die Errichtung kann man als eine Reaktion auf die umwälzenden Ereignisse der vorangegangenen Jahrzehnte in der Stadt sehen. Im Allgemeinen wird der Kuhhirte „Fritz Kortebusch“, eigentlich Diederich Henrich Kortebusch, mit dem Denkmal in Verbindung gebracht.

## Vom Landstädtchen zur Industriestadt

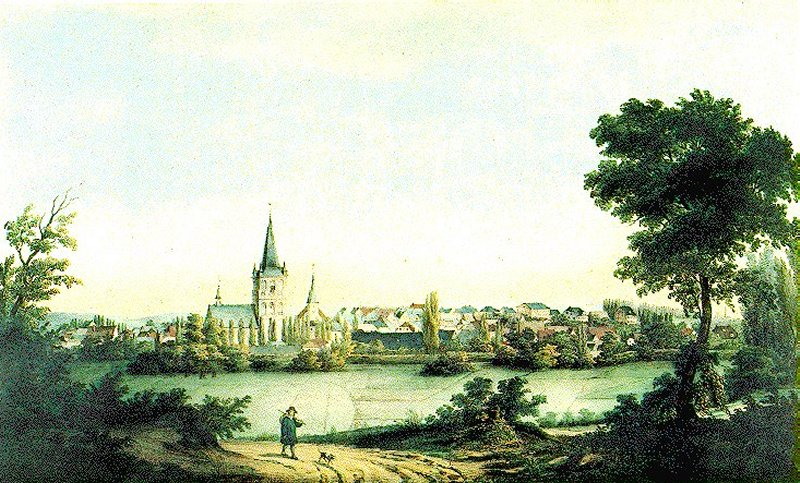
Blick von der Vöde auf das ländliche Bochum, zwischen 1830 und 1845

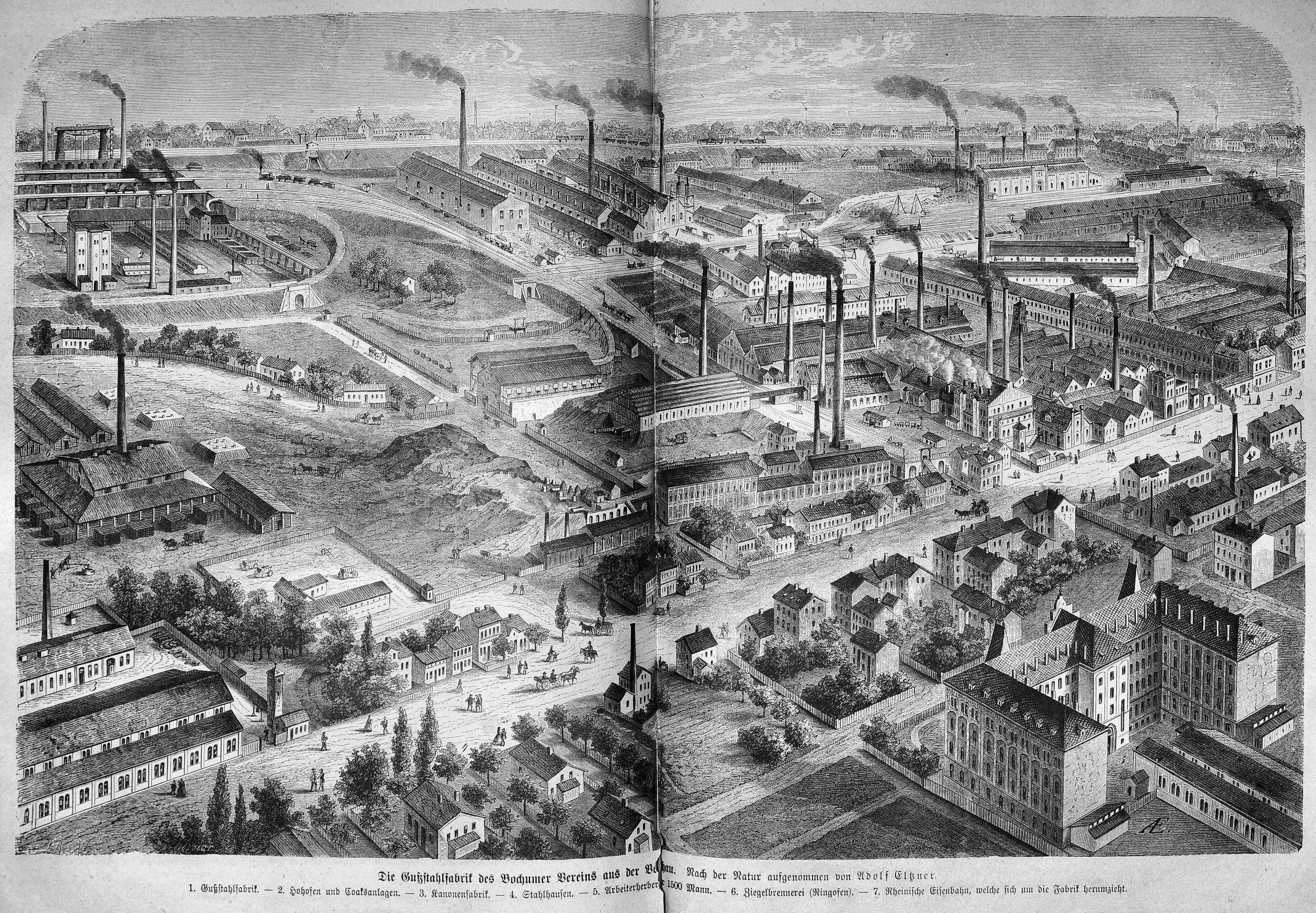
Bochum als Industriestadt, das Stahlwerk Bochumer Verein, 1875

Noch zum Beginn des 19. Jahrhunderts besaß fast jede Familie eine Ziege, ein Schwein oder eine Kuh zur Selbstversorgung. Diese wurden von Hirten in städtischen Diensten jeden Tag zur Tränke an der Trankgasse und dem Schwanenmarkt geführt sowie dann den Tag über auf der Vöde (Allmende nördliche der Stadt) gehütet. Im Jahr 1841 gab es noch 194 Kühe, 238 Ziegen und Schweine. Für diese Arbeit hatte die Stadt mehrere Kuh- und Schweinehirten angestellt, dieses sind schon im Mittelalter erwähnt. Der Beruf gehörte zu den niederen Tätigkeiten. So ist 1737 erwähnt, dass die beiden Kuhhirten und der Schweinehirt nicht des Schreibens mächtig waren, um ihren Lohn zu quittieren. In der städtischen Finanzaufstellung von 1835 wird aufgeführt: „Ausgaben 2085 Thlr. 19 Sgr. 5 Pf., nämlich Gehalt des Bürgermeisters 550 Thlr. Gehalt des Stadtsekretärs 200 Thlr. (…) Gehalt des Polizeidieners Potthoff 80 Thlr. (…) Gehalt der beiden Nachtwächter 40 Thlr. (…) Gehalt der Kuh- und Schweinehirten 4 Thlr. 17 Sgr. 1 Pfl (…)“. Für das Jahr 1844 werden vier Kuhhirten und ein Schweinehirte genannt. Die Gemeindeweiden, unterteilt in Große und Kleine Vöde, zogen sich von den heutigen Schmechtingwiesen bis zu der heutigen Bahnstrecke an der Harpener Straße.
Das Ruhrgebiet erlebte seit den 1860er Jahren ein explosionsartiges Wachstum. Auf ehemaliger Ackerfläche entstanden Zechen, Stahlwerke und Eisenbahnstrecken. Dadurch entstand ein großer Bedarf an Arbeitskräften. Aus allen Teilen der deutschen Länder zogen Menschen in das werdende Industriegebiet, darunter auch die sogenannten Ruhrpolen aus den preußischen Ostgebieten. Bochum und die umliegenden Gemeinden des Amtes Bochum, die heute zum Stadtgebiet gehören, wuchsen um über das 20fache (1818: 11.781, 1858: 32.189, 1905: 283.000 Einwohner), die alte Stadt Bochum sogar um über das 30fache (1818: 2.107, 1858: 8.797, 1904: 75.228 Einwohner).
In der entstehenden Großstadt behinderte der Viehtrieb nun eher den Tagesablauf. Das tagtägliche Schauspiel, dass zweimal am Tag 150 Kühe durch die engen Gassen Bochums mit dem wachsenden Häusermeer getrieben wurden, muss schon ein besonderes Bild gewesen sein:

„Bis in das 6. Jahrzehnt des 19. Jahrhunderts hinein trieben die Bochumer ihr Vieh auf die Vöhde, und es war nicht immer ein angenehmes Bild, welches sich dann in den engen Straßen der Stadt zeigte. Wenig an genehm war es auch, wenn der Hirt in der Morgenfrühe kräftig in’s Horn stieß, und manche Verwünschung mag der blasende Heerdenführer sich wohl von Denjenigen auf’s Haupt geladen haben, die gern noch länger auf weichem Lager die harten Sorgen und Arbeiten des Lebens verträumt hätten.“

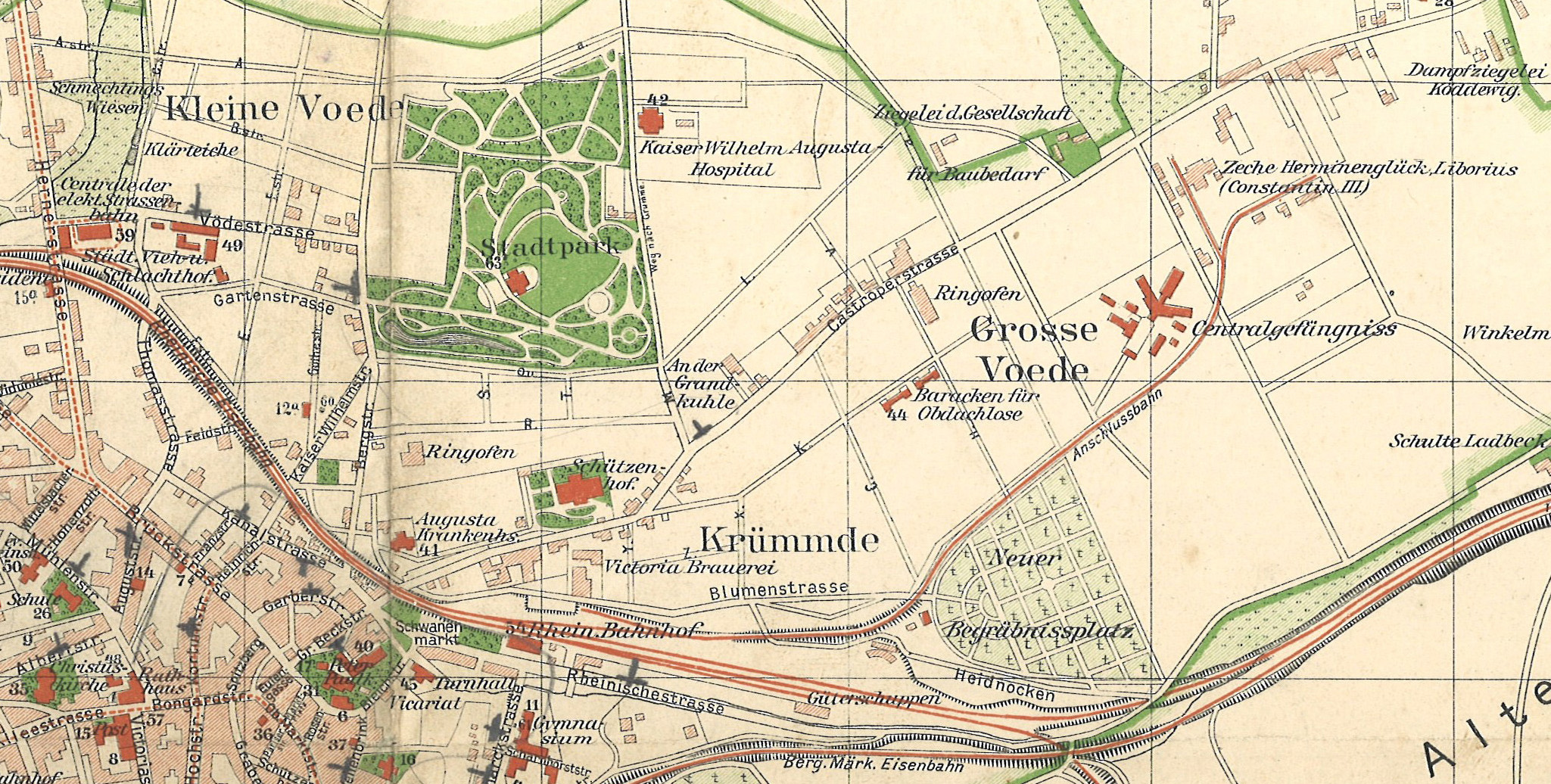
Die ehemalige Voede auf einen Stadtplan von 1897

Auch gab es nicht mehr so viele Besitzer von Tieren. Der Viehtrieb ist um 1870 / 1871 eingestellt worden. Der Verwaltungsbericht für das Jahr 1870 berichtet letztmals vom Auftrieb, es waren nur noch 46 Kühe und 40 Ziegen gewesen. Die ehemalige Vöde diente als Bauland für das Gefängnis, die Sportplätze und später das Ruhrstadion an der Castroper Straße, und das neue Villenviertel. Auf seiner Fläche entstand auch ab 1876 der Stadtpark Bochum⁣ als zweiter kommunaler Park im Ruhrgebiet.

## Das erste Kuhhirtendenkmal

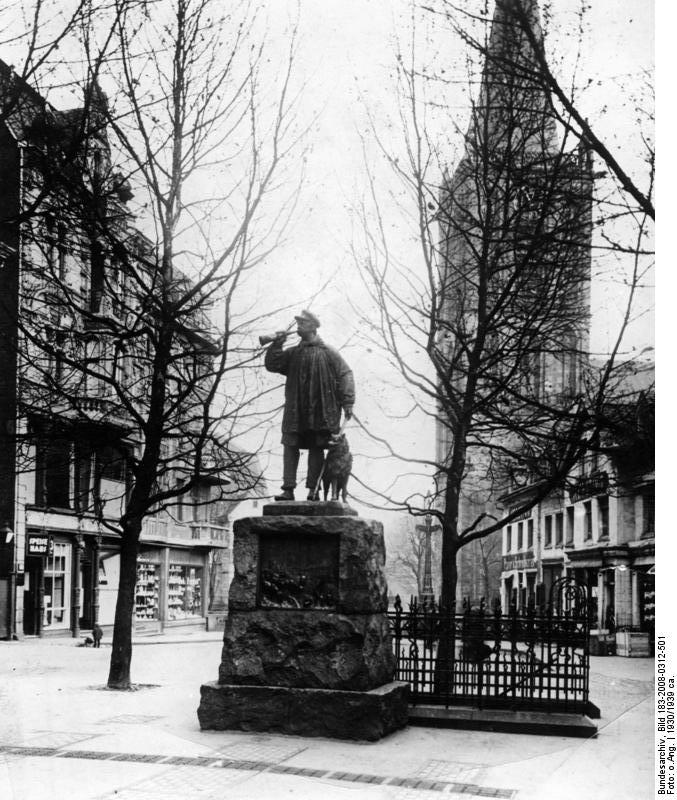
Das erste Denkmal um 1930

In den Zeiten dieses heute kaum vorstellbaren Umbruchs ist es nachvollziehbar, dass die eingesessenen Bochumer sich etwas wünschten, das an das nicht mehr existierende, beschauliche Landstädtchen erinnern sollte. Dies kam auch in anderen Städten vor, Beispiele dafür sind das Kiepenkerl-Denkmal in Münster oder der Bläserbrunnen in Dortmund. Durch die Initiative des Kaufmanns und Stadtverordneten August Hackert, Spross einer seit langem in Bochum beheimateten Familie, wurde in kleinem Kreise am 27. Oktober 1906 über die Errichtung eines Kuhhirten-Denkmals beraten. Nachdem genug Spenden gesammelt worden waren, gab der Magistrat der Stadt Bochum für das Denkmal den Auftrag als Reminiszenz an das verloren gegangene alte Bochum.

„Im Treugedenken an vergang’ne Zeit, / Die lange schon da hingeschwunden ist.“

Das erste Kuhhirtendenkmal mit einer Reliefplatte entstand nach den Entwürfen von August Schmiemann aus Münster, welcher oben erwähnten Kiepenkerl geschaffen hatte. Der Kuhhirte fand seinen Platz auf dem Marktplatz, unweit der Propsteikirche. Die Enthüllung erfolgte am 29. Mai 1908.
Die Statue stellt einen Kuhhirten mit seinem Hirtenhund dar. Die Größe der Figur ohne Sockel war 2,20 Meter. Das Material war Bronze und sehr genau im Detail modelliert. Die Reliefplatte war ebenfalls Bronze. Man konnte einen Hirten vor der Altstadtkulisse sehen, der seine Herde durch die Stadt treibt. Während des Zweiten Weltkriegs im Jahr 1944 wurde die Statue des Grafen Engelbert zu Kriegszwecken demontiert. Da das Kuhhirtendenkmal zusammen mit dem Engelbert und dem Soldatendenkmal aus Gerthe auf dem Schrottplatz fotografiert wurden, dürfte sie das Schicksal zeitgleich ereilt haben. Die Denkmäler wurden wahrscheinlich eingeschmolzen.

## Das zweite Kuhhirtendenkmal
Eine Nachgestaltung des Kuhhirtendenkmals schuf 1961 der Bochumer Bildhauer Walter Kruse. Als Vorlage diente eine alte Gipsfigur aus dem Münsterland, die ungefähr dem ursprünglichen Denkmal entsprach. Die Statue wurde danach neu geformt und wie der vorhergehende Kuhhirte in Bronze gegossen. Im Gegensatz zum Original war sie etwa 10 cm kleiner. Die Ausgestaltung geschah nicht so detailreich, so fehlten unter anderem eine charakteristische Tasche mit Pfeife. Unter großer Beteiligung der Bevölkerung weihte am 13. Januar 1962 Oberbürgermeister Heinemann das neue Denkmal ein. Der Standort liegt ein paar Meter von der Stelle des alten Denkmals entfernt. Bei der Planung, Errichtung und Einweihung des zweiten Denkmals hatte man sich unisono auf Fritz Kortebusch bezogen, was aber nicht den historischen Tatsachen entspricht. Am 4. März 1993 widmete man die Bezeichnung „Alter Markt“ in „Platz am Kuhhirten“ um. Das Denkmal ist vielen Bochumern bekannt, bei einer Leser-Umfrage der Westdeutschen Allgemeinen Zeitung kam das Denkmal auf Platz eins.

## Die Legende „Kuhhirte Fritz Kortebusch“
Das erste Denkmal sollte keine spezielle Person darstellen. In den ersten schriftlichen Quellen zu dem Denkmal gab es keine Angabe eines Namens. Aber schon bald setzte sich die allgemeine Meinung durch, dass es den langjährigen Kuhhirten Fritz Kortebusch verkörpere. Heimatliteraten übernahmen die Ansicht. Spätestens mit der Errichtung der zweiten Skulptur stand es im allgemeinen Gedächtnis der Stadt fest, dass die Statue der letzte Kuhhirte Kortebusch sei. Dieser Kuhhirte hieß allerdings Diederich Henrich Kortebusch. Und er starb 1866, ca. vier Jahre vor dem letzten Viehtrieb. Außerdem konnte sich in den 1930er-Jahren noch ein alter Bochumer an seinen Nachfolger Röber erinnern. Da Geschichte auch von Geschichten lebt, findet man in Bochum viele Hinweise, wo denn Kortebusch angeblich seinen Klaren kippte und andere Anekdoten. Die Details zu der quasi urbanen Legende wurden in den Bochumer Zeitpunkten Nr. 40 von Hansi und Heiko Hungerige untersucht.
Die Langlebigkeit der Legende zeigt sich bei der Berichterstattung der Lokalzeitung der WAZ im Frühling 2024. Die Kneipe „Zum Kuhhirten“, Drehort des Fußball-EM Quiz der ARD, wird in Artikeln mit Kortebusch in Verbindung gebracht. Teils wurde das Denkmal auch als Fritz Kortemann bezeichnet.